# Faith No More

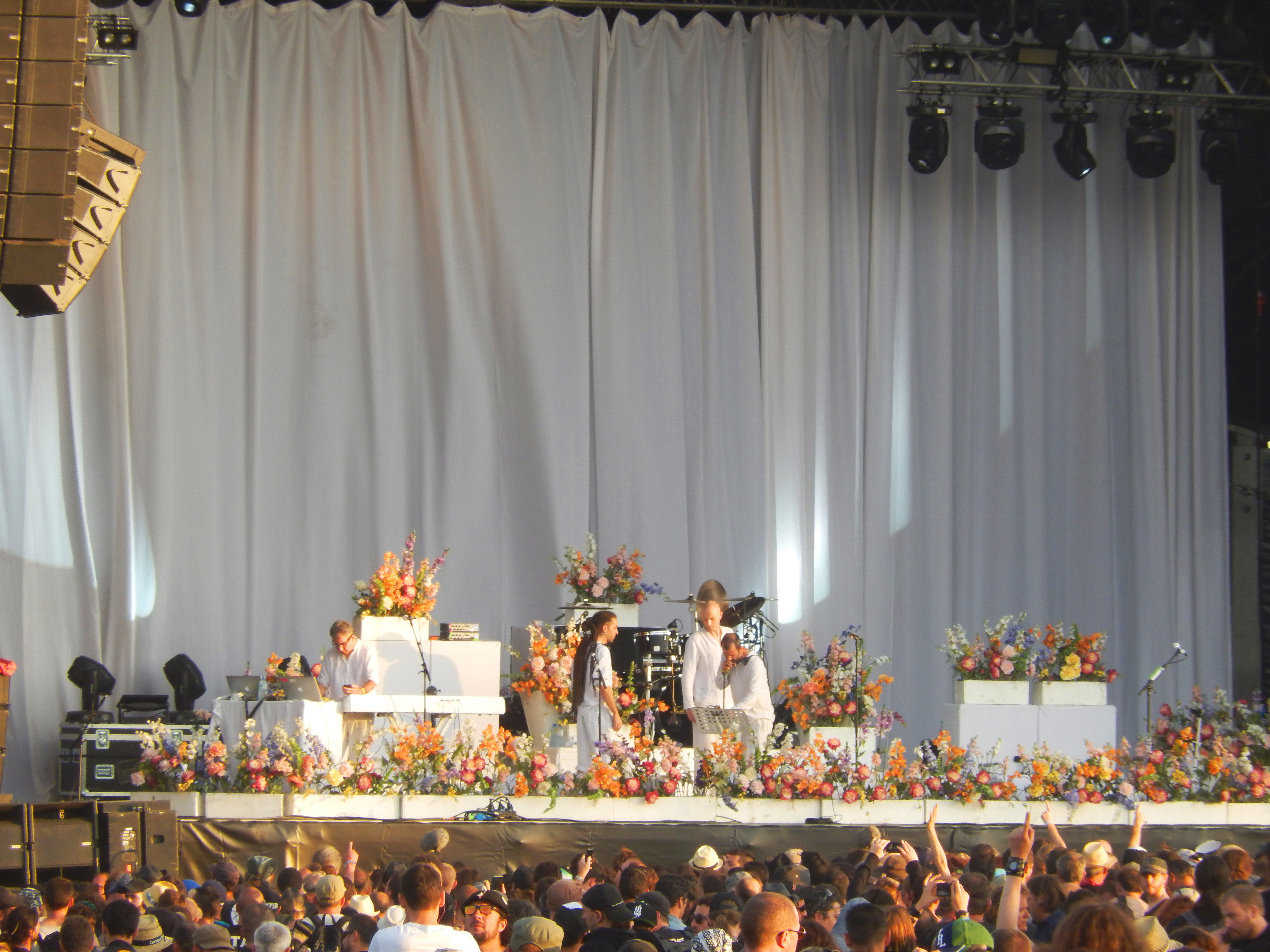
Faith No More, préparation de la scène, Hellfest 2015

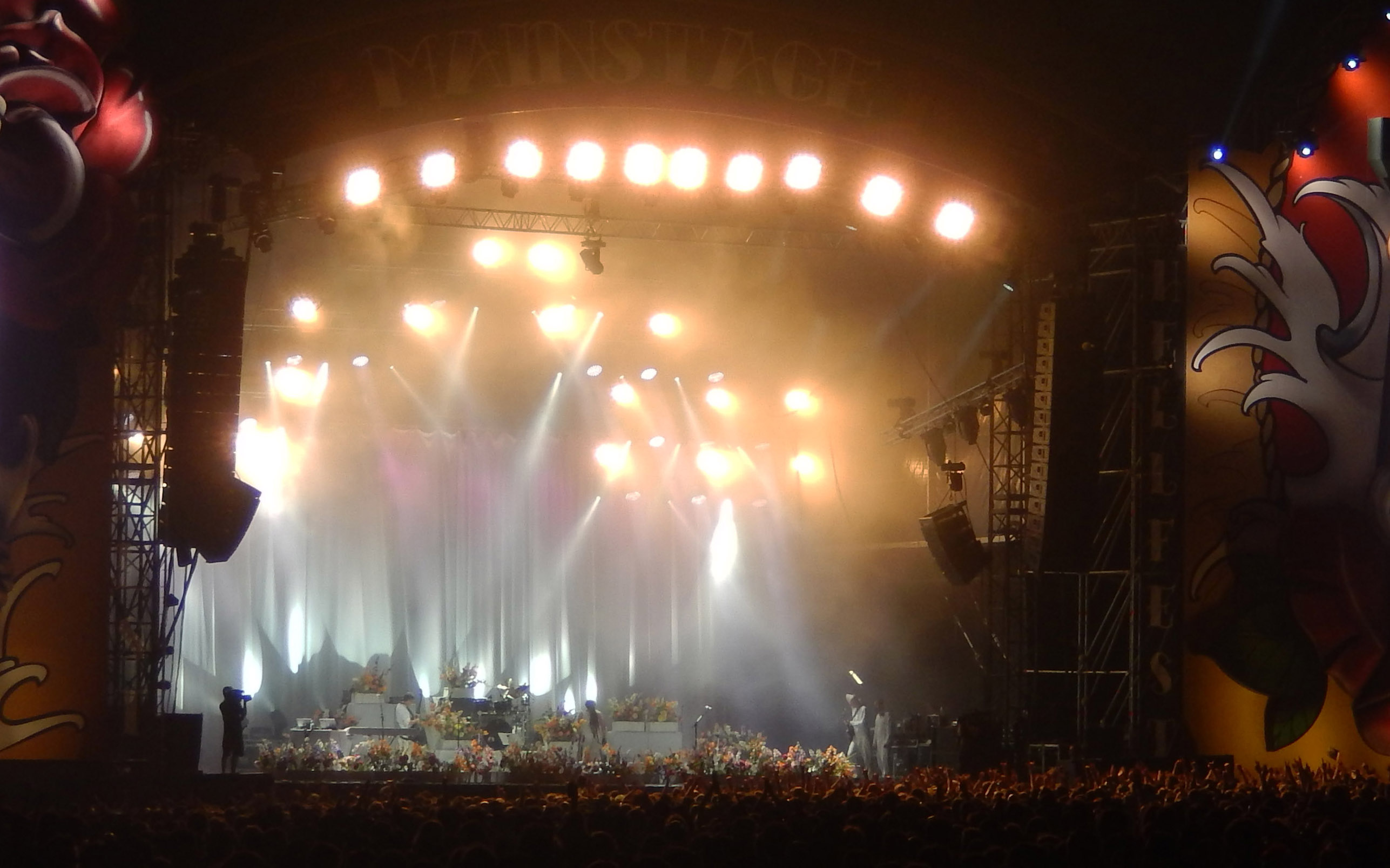
Faith No More au Hellfest 2015

Faith No More est un groupe de funk metal américain, originaire de San Francisco, en Californie. Formé en 1979, le groupe joue initialement sous les noms de Sharp Young Men, puis Faith No Man. Le bassiste Billy Gould, le claviériste Roddy Bottum et le batteur Mike Bordin sont les seuls membres à long terme du groupe, impliqués depuis la création de Faith No More. Le groupe fait face à plusieurs changements de formation au fil des années. La formation actuelle du groupe se compose de Gould, Bottum, Bordin, du guitariste Jon Hudson, et du chanteur Mike Patton.
Après six albums, Faith No More annonce officiellement sa séparation le 20 avril 1998. Ils se reforment par la suite et se lancent dans une tournée The Second Coming Tour entre 2009 et 2012, et publient un septième album, Sol Invictus, en mai 2015.
Leur style musical combine des éléments variés : heavy metal, funk, punk hardcore, rock progressif, soul, hip-hop et jazz.

## Biographie

### Débuts (1979–1984)

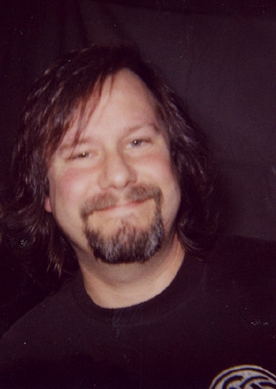
Billy Gould en 2005.

Faith No More se lance en tant que groupe lorsque Billy Gould, Mike Bordin, et Roddy Bottum se mirent à jouer ensemble. À la suite de la recommandation de Cliff Burton, Jim Martin est rajouté à la formation. Ce dernier avoue plus tard que le nom du groupe venait d'un chien sur lequel ils avaient parié. Le groupe change aussi fréquemment de chanteurs, et Courtney Love, qui est une bonne amie de Roddy Bottum, chante très brièvement avec le groupe . Un enregistrement de Courtney Love chantant avec Faith No More refait depuis surface.
Chuck Mosley devient le chanteur à plein temps et apparait sur leurs deux premiers albums, We Care a Lot (1985) et Introduce Yourself (1987). Une chanson bien connue du groupe à cette époque est We Care a Lot, une satire de la prévalence des efforts caritatifs de groupes de rock comme le Live Aid et We Are the World. Pendant cette période, les membres du groupe se font la réputation d'être en conflit les uns avec les autres. Dans une interview en 1987, Mosley déclara que Jim Martin l'avait frappé avec une bouteille, et les rumeurs parlaient de confrontations physiques entre les membres du groupe. Cela valut au groupe un article dans le journal britannique Melody Maker, où leurs relations étaient comparées à de la « haine pathologique ». Bordin, en particulier, semblait faire office de bouc émissaire au sein du groupe, il était en effet la victime de nombreuses farces.

### Arrivée de Mike Patton etThe Real Thing(1989–1991)

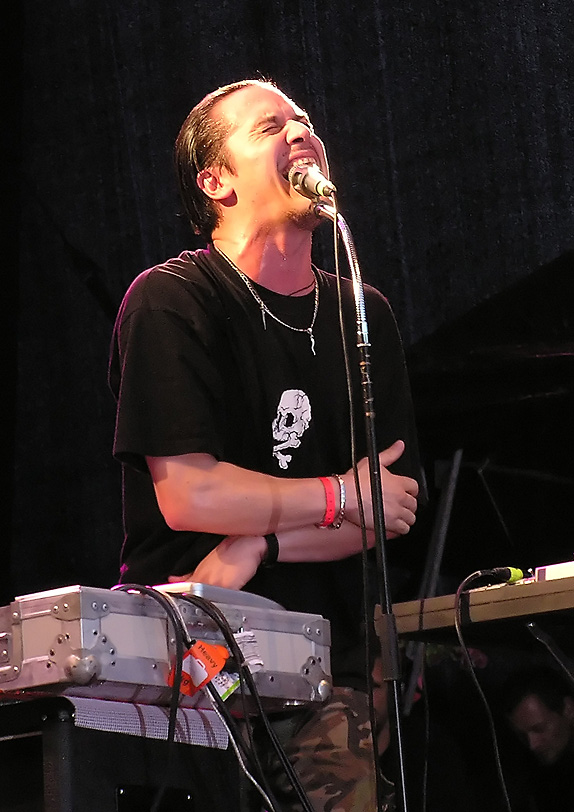
Le chanteur du groupe, Mike Patton, en concert en 2005 avec Fantômas.

Mosley est remercié en 1988, en raison d'un « comportement imprévisible », et remplacé par le chanteur Mike Patton. Ce dernier, chanteur au sein de Mr. Bungle, un groupe de son lycée, est recruté par Martin après que celui-ci a entendu une démo de Mr. Bungle. Patton quitte la Humboldt State University pour rejoindre Faith No More. En deux semaines, il écrit toutes les paroles des chansons de l'album The Real Thing, qui est nommé aux Grammy Awards. The Real Thing, publié en 1989, est décrit comme « un mélange entre Led Zeppelin, Funkadelic, et les débuts de Brian Eno. » Le clip du morceau Epic est beaucoup joué sur MTV pendant l'été 1990, malgré la colère des activistes en faveur des droits des animaux (le clip contenait des images prises au ralenti d'un poisson se débattant hors de l'eau),. Cette même année, Faith No More donne des concerts mémorables aux MTV Video Music Awards, le 6 septembre 1990, et au cours du 666e épisode de Saturday Night Live, le 1er décembre 1990.
Quelques-unes des chansons de l'album The Real Thing sont par la suite utilisées par des publicitaires et les paroles du single Epic apparaissent dans l'épisode A Plague of Angels de l'amerimanga The Dirty Pair, où deux femmes policiers d'un monde futuriste participent à un karaoké et chantent ce morceau. La chanson From Out of Nowhere peut être entendue dans les jeux Madden NFL 2005 et NHL 2005 ; Falling to Pieces est mise en évidence dans le film de guerre de Ridley Scott La Chute du faucon noir, la chanson étant jouée pendant que les soldats se préparent pour leur mission. Faith No More part en tournée avec les Guns N' Roses après avoir sorti The Real Thing. Epic fait partie du jeu vidéo Rock Band sorti sur les consoles Xbox 360, PlayStation 2, et PlayStation 3 en novembre 2007.

### Angel Dust(1992–1994)
Faith No More dévoilent une nature distinctement expérimentale sur leur album suivant, Angel Dust, de 1992. AllMusic décrit l'album comme étant « l'un des albums les plus complexes et confus jamais sorti par un grand label discographique » ; Trouser Press explique que « A Small Victory, qui semble passer de Madame Butterfly à Metallica en passant par Nile Rodgers… révèle une facilité de développement en combinant des éléments improbables dans une élaboration originale et surprenante. »
Angel Dust contenait les singles Midlife Crisis, A Small Victory, et un ré-enregistrement de la musique du film Macadam Cowboy. La chanson Midlife Crisis est utilisée dans les jeux vidéo Grand Theft Auto: San Andreas et Tony Hawk's Underground 2. Les versions plus tardives de l'album contiennent une reprise de la chanson des Commodores, Easy, qui devient le principal succès du groupe dans une partie du monde. Leur version de Easy est utilisée en 2006 dans une publicité pour Levi's. Bien qu'il soit moins bien accueilli que The Real Thing, Angel Dust se vend à 700 000 exemplaires aux États-Unis, et réussit à avoir de meilleurs classements dans plusieurs hit-parades étrangers. En Allemagne par exemple, l'album fut disque d'or pour avoir vendu plus de 270 000 exemplaires. Après leur tournée pour Angel Dust pendant l'été 1992, le guitariste Jim Martin est informé par fax qu'il était viré du groupe, et ceci juste avant de commencer l'enregistrement du nouvel album, King for a Day... Fool for a Lifetime en 1995. Il est remplacé par Trey Spruance, guitariste de Mr. Bungle, qui quitte le groupe peu après, juste avant de commencer leur tournée mondiale. Spruance est remplacé par Dean Menta.

### King for a Day... Fool for a Lifetimeet séparation (1995–1998)
King for a Day... Fool for a Lifetime, paru en 1995, est un album d'égale expérimentation, qui variait les styles et les humeurs de lourd et lent à spasmodique et jazzy. Aux États-Unis, l'album n'a pas beaucoup de succès, et ne reste que très peu de temps dans les hit-parades. Les ventes de l'album étaient moindres que celles de Angel Dust (1 500 000 exemplaires). Le groupe décide donc de réduire leur tournée mondiale de quatre mois, d'annuler les singles Gentle Art of Making Enemies et Take This Bottle, et sortirent un coffret contenant leurs singles, leurs faces B, et quelques interviews entre les chansons. King for a Day... Fool for a Lifetime se vend bien au Royaume-Uni et en Allemagne, et devient même numéro un des hit-parades en Australie.
1997 voit la sortie de Album of the Year, ainsi que l'arrivée d'un nouveau guitariste, Jon Hudson, ancien colocataire de Billy Gould. L'album eut un début beaucoup plus populaire  qu'il n'avait été envisagé initialement dans certains pays : l'album atteint la deuxième place des hit-parades allemands (et est plus tard certifié disque d'or), il prend la première place des hit-parades en Australie (pour devenir plus tard disque de platine). Dans douze autres pays d'Europe autres que l'Allemagne, l'album est certifié soit disque d'or, soit disque de platine. Aux États-Unis par contre, la réaction est lente, et les singles Ashes To Ashes et Last Cup of Sorrow ont peu de succès. L'album atteint tout de même la 41e place aux classements. Le clip de Last Cup of Sorrow était inspiré du film d'Alfred Hitchcock Sueurs froides. Un autre single, Stripsearch, sort dans plusieurs pays (excepté aux États-Unis et au Royaume-Uni). Le single She Loves Me Not est annulé, indiquant une rupture imminente.
Tôt dans l'année 1998, des rumeurs de la dissolution du groupe se répandirent sur Internet. Une des premières rumeurs fut celle d'un newsgroup Faith No More qui déclarait que Mike Patton avait quitté le groupe pour pouvoir participer à ses divers autres projets musicaux. Cette rumeur, bien que niée à l'époque, se révèle être partiellement correcte. Le groupe annula leur tournée avec Aerosmith et, le 19 avril 1998, Billy Gould envoya des e-mails et des fax contenant le message suivant : « Après 15 longues et fructueuses années, Faith No More décide de mettre fin aux rumeurs concernant sa séparation imminente... en se séparant. La décision entre les membres est réciproque, et il n'y aura pas de pointage du doigt, pas de noms, sauf pour dire, pour mémoire, que « Puffy a commencé. » Par ailleurs, cette séparation permettra à chaque membre de poursuivre ses projets individuels sans entrave. Enfin, et surtout, le groupe tient à remercier tous ses fans et ses associés, qui sont restés et ont appuyé le groupe tout au long de son histoire. » Faith No More joua son dernier concert à Lisbonne, au Portugal, le 7 avril 1998.
Après la rupture du groupe, les membres de Faith No More sont partis dans différents projets musicaux. Mike Patton continua à travailler avec son premier groupe Mr. Bungle, avec qui il jouait déjà avant de rentrer dans Faith No More. Plus tard, il travailla avec le producteur Dan the Automator sur divers albums dont l'album de Lovage : Music to Make Love to Your Old Lady By. D'autres projets dans lesquels Patton est ou fut impliqué sont Tomahawk, Fantômas, Peeping Tom, Maldoror et The Dillinger Escape Plan. Il a aussi collaboré avec des artistes tels que John Zorn, Björk, Rahzel, et Imani Coppola. Roddy Bottum (claviériste) fonde le groupe Imperial Teen. Jim Martin, guitariste du groupe, collabora avec Anand Bhatt. Il participe à plusieurs albums, dont Antipop de Primus, ainsi qu'un album solo appelé Milk and Blood, en 1996. Il est aussi apparu sur l'album éponyme de Echobrain aux côtés de l'ancien bassiste de Metallica Jason Newsted. Mike Bordin joua régulièrement avec le groupe d'Ozzy Osbourne ainsi qu'avec Black Sabbath et il fut aussi membre de Korn lorsque leur batteur David Silveria ne pu partir en tournée faute d'un poignet brisé. Il joua également de la batterie pour l'album de Jerry Cantrell Degradation Trip. Billy Gould fut membre de Brujeria, ainsi que le fondateur de Koolarrow Records, et s'est occupé de la sortie de plusieurs compilations Faith No More. Il a aussi joué quelques chansons de l'album Transgression de Fear Factory en 2005. En 1998, Billy Gould produisit l'album Vainajala du groupe de rock finlandais CMX.

### Reformation (2009–2012)
Début 2009, plusieurs sources, dont Kerrang! et Blabbermouth, annoncent que le groupe pourrait se reformer en 2009. Le 25 février 2009, Billy Gould confirme la reformation pour une série de dates en Europe, avec le line-up de Album of the Year. Le groupe revient en Europe au cours de l'été pour notamment être l'une des têtes d'affiche du Dour festival, en Belgique. Faith No More participe au Main Stage du Download Festival à Donington Park, Royaume-Uni en juin. Ils sont également confirmés pour les festivals Hurricane et Southside en Allemagne, le Greenfield Festival en Suisse, le Hove Festival en Norvège, et le Roskilde Festival au Danemark, le festival Rock en Seine en France, et le Pukkelpop en Belgique, entre autres.

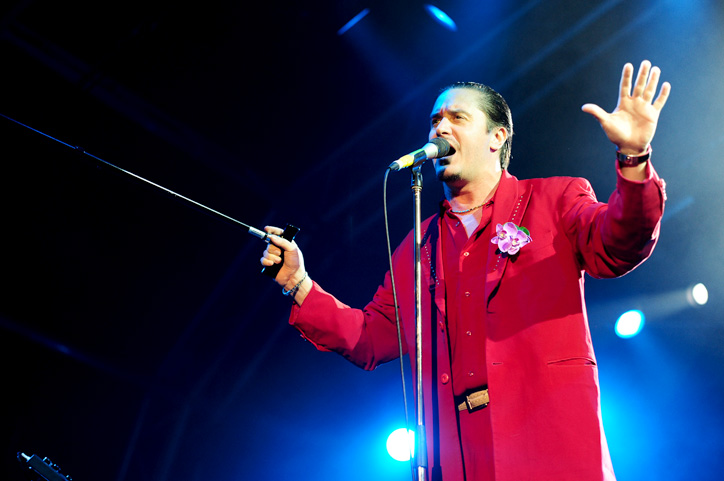
Mike Patton en concert avec Faith No More en 2010.

En 2010, lors de leur tournée australienne, le groupe ajoute des reprises à son répertoire dont le titre Switch de Siouxsie and the Banshees. Après onze mois d'inactivité, Faith No More participe à quatre dates en Amérique du Sud dès novembre 2011. Le groupe joue par la suite en tête d'affiche pour la deuxième édition du festival Sonisphere le 7 juillet 2012 à Amnéville, en France.
Avant 2014, l'activité de Faith No More est discutée. Dans une entrevue en janvier 2013, Mike Patton explique que le groupe ne sera plus actif après la fin de sa dernière tournée. En juillet 2013, Billy Gould annonce l'éventuel enregistrement d'un futur nouvel album. Le 4 juillet 2014, Faith No More joue leur premier concert en deux ans au Hyde Park de Londres, aux côtés de Black Sabbath. Lors de ce concert, Faith No More lance deux nouvelles chansons : Motherfucker et Leader of Men (futur Superhero),.
Le 29 mai 2014, Faith No More poste un message (ainsi qu'une photo avec Mike Patton) sur leur compte Twitter, expliquant que « la réunion était superbe, mais il est temps de se lancer dans la créativité. » Le 20 août 2014, le groupe poste « le "Reunion Tour" est terminé ; en 2015, les choses vont changer. » Ces tweets laissent à penser que le groupe se prépare pour un nouvel album,,,,. Le 30 août, Gould explique que Faith No More « compte faire quelque chose de nouveau », et pourrait commencer l'enregistrement d'un nouvel album, selon ses termes pour « faire quelque chose de créatif. »
Faith No More annonce sa participation au festival australien Soundwave en février et mars 2015. Le 2 septembre 2014, le bassiste Billy Gould révèle au magazine Rolling Stone que Faith No More se lance déjà dans l'enregistrement de son nouvel album, qui sort en France le 20 mai 2015, Sol Invictus,.
A l'occasion de la réédition de l'album We Care A Lot, Faith No More donne en août 2016  deux concerts en compagnie de leur ancien chanteur Chuck Mosley.

## Membres

### Membres actuels
- Mike Bordin – batterie, percussions, chœurs (1979–1998, depuis 2009)
- Billy Gould – basse, chœurs (1979–1998, depuis 2009)
- Roddy Bottum – clavier, chœurs (1983–1998, depuis 2009)
- Mike Patton – chant (1988–1998, depuis 2009)
- Jon Hudson – guitare, chœurs (1996–1998, depuis 2009)

## Distinctions
Grammy Awards
- 1993 – Nommé dans la catégorie Meilleure performance de hard rock pour Angel Dust
- 1990 – Nommé dans la catégorie Meilleure performance de hard rock pour Epic[36]
- 1990 – Nommé dans la catégorie Meilleure performance de hard rock pour The Real Thing

MTV Video Music Awards
- 1993 – Nommé dans la catégorie Meilleure réalisation d'un vidéoclip pour A Small Victory
- 1991 – Récompensé dans la catégorie Meilleure réalisation d'un vidéoclip pour Falling to Pieces
- 1991 – Nommé dans la catégorie Meilleure réalisation d'un vidéoclip heavy metal/hard rock pour Falling to Pieces
- 1991 – Nommé dans la catégorie Meilleure réalisation d'un vidéoclip pour Falling to Pieces
- 1990 – Nommé dans la catégorie Meilleure réalisation d'un vidéoclip pour Epic

## Discographie
- 1985 : We Care a Lot
- 1987 : Introduce Yourself
- 1989 : The Real Thing
- 1992 : Angel Dust
- 1995 : King for a Day... Fool for a Lifetime
- 1997 : Album of the Year
- 2015 : Sol Invictus

## Vidéographie

### Clips live notables
- From out of Nowhere (live)
- Caffeine (live sur Hanging with MTV)
- Everything's Ruined (live)
- This Guy's In Love With You (live à Sydney)

### Clips musicaux
- 1988 : We Care a Lot
- 1988 : Anne's Song
- 1989 : From Out of Nowhere
- 1990 : Epic
- 1990 : Falling to Pieces
- 1990 : Surprise! You're Dead!
- 1992 : Midlife Crisis
- 1992 : A Small Victory
- 1992 : Everything's Ruined
- 1992 : Easy
- 1993 : Another Body Murdered
- 1995 : Digging the Grave
- 1995 : Ricochet
- 1995 : Evidence
- 1997 : Ashes to Ashes
- 1997 : Last Cup of Sorrow
- 1997 : Stripsearch
- 1998 : I Started a Joke
- 2015 : Sunny Side Up
- 2015 : Separation Anxiety
- 2016 : Cone of Shame

### VHS
- You Fat Bastards?: Live at Brixton Academy
- Video Croissant
- Evidence
- Who Cares A Lot: Greatest Videos

### DVD
- Live at the Brixton Academy, London : You Fat Bastards/Who Cares A Lot ? The Greatest Videos